# Commonwealth Games 2022/Teilnehmer (Cookinseln)
Die Cookinseln nahmen mit 18 Athleten (10 Männer und acht Frauen) an den Commonwealth Games 2022 teil. Es war die insgesamt 12. Teilnahme an Commonwealth Games.
| Gelbes Symbol für Goldmedaillen mit stilisierten Olympischen Ringen | Graues Symbol für Silbermedaillen mit stilisierten Olympischen Ringen | Braundes Symbol für Bronzemedaillen mit stilisierten Olympischen Ringen |
| ------------------------------------------------------------------- | --------------------------------------------------------------------- | ----------------------------------------------------------------------- |
| —                                                                   | —                                                                     | —                                                                       |

## Teilnehmer nach Sportarten

### Bowls
| Athleten                                                   | Wettbewerb | Gruppenphase         | Gruppenphase     | Gruppenphase   | Gruppenphase   | Gruppenphase | Viertelfinale | Halbfinale    | Finale / Spiel um Platz 3 | Rang |
| Athleten                                                   | Wettbewerb | Spiel 1              | Spiel 2          | Spiel 3        | Spiel 4        | Rang         | Viertelfinale | Halbfinale    | Finale / Spiel um Platz 3 | Rang |
| ---------------------------------------------------------- | ---------- | -------------------- | ---------------- | -------------- | -------------- | ------------ | ------------- | ------------- | ------------------------- | ---- |
| Männer                                                     |            |                      |                  |                |                |              |               |               |                           |      |
| Phillip Jim                                                | Einzel     | Wilson 9:21          | Kimani 21:17     | Priaulx 17:21  | Evans 9:21     | 4            | ausgeschieden | ausgeschieden | ausgeschieden             | 16   |
| Alex Kairua Phillip Jim                                    | Doppel     | Falklandinseln 23:12 | Indien 8:15      | England 7:20   | Malaysia 15:19 | 4            | ausgeschieden | ausgeschieden | ausgeschieden             | 15   |
| Aidan Zittersteijn Royden Aperau Jason Lindsay             | Trio       | Jersey 11:19         | Australien 15:25 | Niue 24:17     | -              | 3            | ausgeschieden | ausgeschieden | ausgeschieden             | 12   |
| Jason Lindsay Aidan Zittersteijn Alex Kairua Royden Aperau | Quartett   | England 10:25        | Indien 10:20     | Fidschi 15:10  | -              | 3            | ausgeschieden | ausgeschieden | ausgeschieden             | 12   |
| Frauen                                                     |            |                      |                  |                |                |              |               |               |                           |      |
| Nooroa Mataio                                              | Einzel     | Piketh 14:21         | Wilson 13:21     | Tikoisuva 21:6 | -              | 2            | Ahmad 14:21   | ausgeschieden | ausgeschieden             | 8    |
| Matapa Puia Nooroa Mataio                                  | Doppel     | Norfolk-Inseln 14:26 | Guernsey 10:18   | Malaysia 6:22  | Malta 22:15    | 4            | ausgeschieden | ausgeschieden | ausgeschieden             | 14   |
| Tiare Jim Teokotai Jim Emily Jim                           | Trio       | Wales 14:11          | Schottland 24:13 | Botswana 15:13 | -              | 1            | Fidschi 23:12 | England 11:23 | Neuseeland 6:27           | 4    |
| Matapa Puia Emily Jim Tiare Jim Teokotai Jim               | Quartett   | Kanada 14:11         | Indien 9:15      | England 7:19   | -              | 3            | ausgeschieden | ausgeschieden | ausgeschieden             | 12   |

### Boxen
| Athleten                 | Wettbewerb        | 1. Runde | 1. Runde | Achtelfinale  | Achtelfinale  | Viertelfinale         | Viertelfinale | Halbfinale    | Halbfinale    | Finale        | Finale        | Rang |
| Athleten                 | Wettbewerb        | Gegner   | Ergebnis | Gegner        | Ergebnis      | Gegner                | Ergebnis      | Gegner        | Ergebnis      | Gegner        | Ergebnis      | Rang |
| ------------------------ | ----------------- | -------- | -------- | ------------- | ------------- | --------------------- | ------------- | ------------- | ------------- | ------------- | ------------- | ---- |
| Männer                   |                   |          |          |               |               |                       |               |               |               |               |               |      |
| Tawhiri Toheriri-Hallett | Halbmittelgewicht | Pafios   | 0:5      | ausgeschieden | ausgeschieden | ausgeschieden         | ausgeschieden | ausgeschieden | ausgeschieden | ausgeschieden | ausgeschieden | 17   |
| Michael Schuster         | Schwergewicht     | -        | -        | Freilos       | Freilos       | D. Tutakitoa-Williams | RSC           | ausgeschieden | ausgeschieden | ausgeschieden | ausgeschieden | 5    |

### Gewichtheben
| Athleten     | Wettbewerb | Reißen  | Reißen | Stoßen  | Stoßen | Zweikampf | Zweikampf | Rang |
| Athleten     | Wettbewerb | Gewicht | Rang   | Gewicht | Rang   | Gewicht   | Rang      | Rang |
| ------------ | ---------- | ------- | ------ | ------- | ------ | --------- | --------- | ---- |
| Frauen       |            |         |        |         |        |           |           |      |
| Manine Lynch | +87 kg     | 86      | 8      | 110     | 7      | 202       | 7         | 7    |

### Leichtathletik
| Athleten     | Wettbewerb | 1. Runde    | 1. Runde | Halbfinale | Halbfinale | Finale        | Finale        | Rang |
| Athleten     | Wettbewerb | Zeit        | Rang     | Zeit       | Rang       | Zeit          | Rang          | Rang |
| ------------ | ---------- | ----------- | -------- | ---------- | ---------- | ------------- | ------------- | ---- |
| Männer       |            |             |          |            |            |               |               |      |
| Alex Beddoes | 800 m      | 1:52,72 min | 6        | -          | -          | ausgeschieden | ausgeschieden | 18   |

### Schwimmen
| Athleten                                                          | Wettbewerb         | Vorlauf     | Vorlauf | Halbfinale    | Halbfinale    | Finale        | Finale        | Rang |
| Athleten                                                          | Wettbewerb         | Zeit        | Rang    | Zeit          | Rang          | Zeit          | Rang          | Rang |
| ----------------------------------------------------------------- | ------------------ | ----------- | ------- | ------------- | ------------- | ------------- | ------------- | ---- |
| Männer                                                            |                    |             |         |               |               |               |               |      |
| Wesley Roberts                                                    | 100 m Freistil     | 50,75 s     | 20      | ausgeschieden | ausgeschieden | ausgeschieden | ausgeschieden | 20   |
| Wesley Roberts                                                    | 200 m Freistil     | 1:49,83 min | 19      | -             | -             | ausgeschieden | ausgeschieden | 19   |
| Wesley Roberts                                                    | 400 m Freistil     | 4:00,62 min | 17      | -             | -             | ausgeschieden | ausgeschieden | 17   |
| Bede Aitu                                                         | 50 m Rücken        | 27,89 s     | 31      | ausgeschieden | ausgeschieden | ausgeschieden | ausgeschieden | 31   |
| Bede Aitu                                                         | 100 m Rücken       | 59,77 s     | 26      | ausgeschieden | ausgeschieden | ausgeschieden | ausgeschieden | 26   |
| Bede Aitu                                                         | 200 m Rücken       | 2:11,64 min | 16      | -             | -             | ausgeschieden | ausgeschieden | 16   |
| Frauen                                                            |                    |             |         |               |               |               |               |      |
| Lanihei Connolly                                                  | 50 m Freistil      | 27,30 s     | 32      | ausgeschieden | ausgeschieden | ausgeschieden | ausgeschieden | 32   |
| Lanihei Connolly                                                  | 50 m Brust         | 32,77 s     | 13      | 32,91 s       | 14            | ausgeschieden | ausgeschieden | 14   |
| Lanihei Connolly                                                  | 100 m Brust        | 1:11,90 min | 15      | 1:11,76 min   | 15            | ausgeschieden | ausgeschieden | 15   |
| Lanihei Connolly                                                  | 50 m Schmetterling | 28,84 s     | 29      | ausgeschieden | ausgeschieden | ausgeschieden | ausgeschieden | 29   |
| Kirsten Fisher-Marsters                                           | 50 m Brust         | 33,61 s     | 18      | ausgeschieden | ausgeschieden | ausgeschieden | ausgeschieden | 18   |
| Kirsten Fisher-Marsters                                           | 100 m Brust        | 1:15,02 min | 18      | ausgeschieden | ausgeschieden | ausgeschieden | ausgeschieden | 18   |
| Mixed                                                             |                    |             |         |               |               |               |               |      |
| Bede Aitu Kirsten Fisher-Marsters Lanihei Connolly Wesley Roberts | 4 × 100 m Lagen    | 4:13,09 min | 12      | ausgeschieden | ausgeschieden | ausgeschieden | ausgeschieden | 12   |